# Seret
Ne doit pas être confondu avec Siret (rivière).
La rivière Seret (en ukrainien et en russe : Серет) est un cours d'eau d'Ukraine et un affluent gauche du Dniestr.

## Géographie

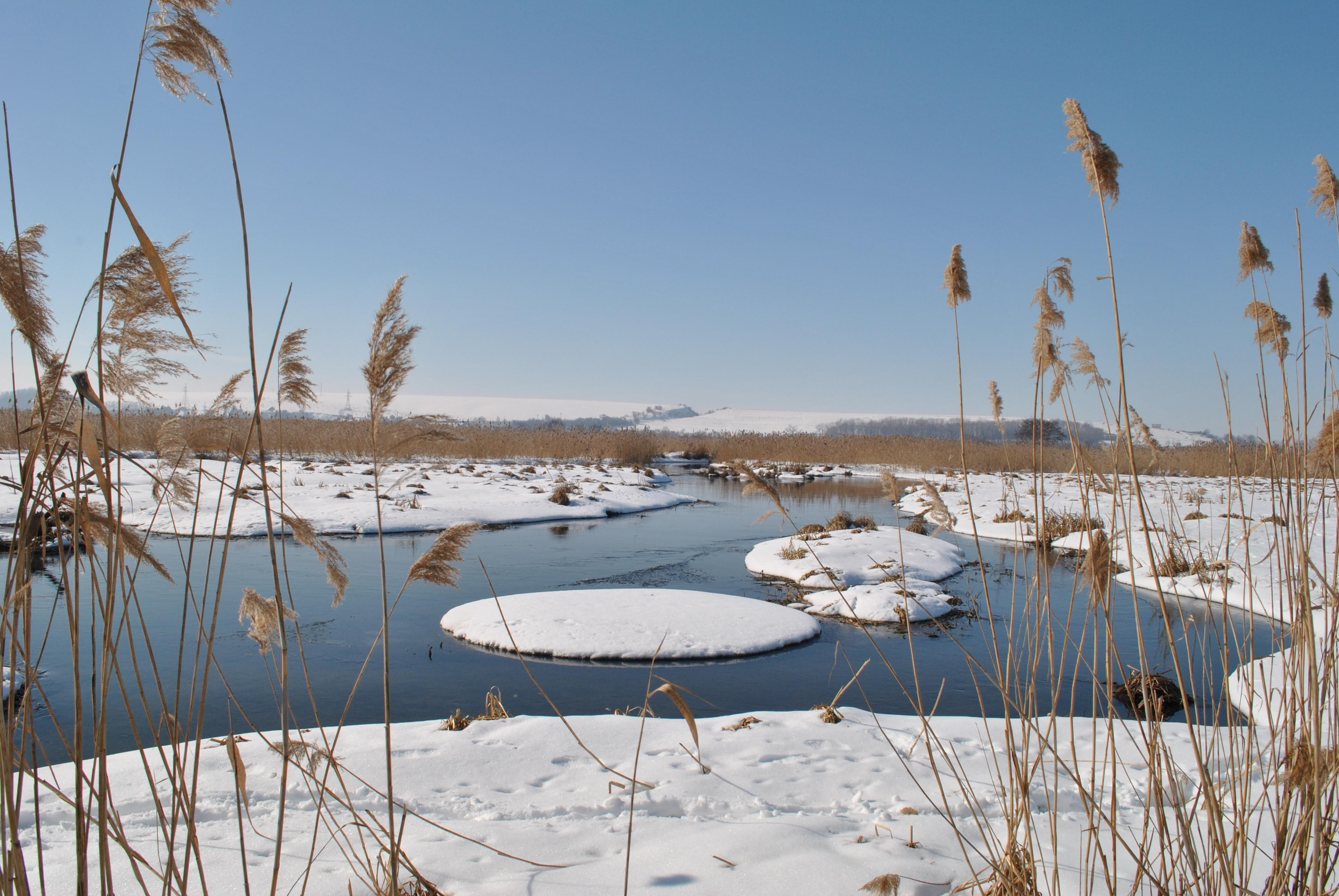
Seret auprès de Ternopil.

La Seret traverse le plateau de Volynie-Podolie du nord au sud, parallèlement à la Zbroutch, qui est un peu plus longue. La source de la Seret se trouve à quelques kilomètres de la source de la Bug, une rivière qui s'écoule vers la mer Baltique. Elle est longue de 242 km et draine un bassin d'une superficie de 3 900 km2. Sa largeur est de 4 à 10 m sur son cours supérieur et de 25 à 50 m sur son cours inférieur, qui parcourt une gorge étroite et profonde.
La Seret a un régime nival. Son débit moyen est de 12 m3/s mesuré à 77 km de son point de confluence avec le Dniestr. Elle est en général gelée de la mi-novembre au début du mois d'avril.
Un des principaux affluents de la Seret est la Hnizna.
La Seret arrose les villes de Ternopil, Terebovlia et Tchortkiv, et la commune urbaine de Mykoulyntsi. Au cours de l'été 1916, de violents combats opposèrent sur ses rives les armées austro-hongroise, allemande et russe.

## Source
- Grande Encyclopédie soviétique